# ناريش (ممثل)
فيجايا كريشنا ناريش (من مواليد 20 يناير 1965)، المعروف باسم ناريش ، هو ممثل هندي وسياسي وناشط اجتماعي معروف بأعماله في الغالب في السينيماء التلفزيونية التيلجو .  ابتداءا مسيرته في التمثيل سنة 1970 عندما كان طفلا ، وقام ببطولة حوالي 200 فيلم في مجموعة متنوعة من الأدوار كممثل رئيسي وممثل مساعد.   بعض نجاحات شباك التذاكر التي ظهر فيها كانت Rendu Jella Sita (1983)، Sreevariki Prema Lekha (1984)، فرقة Sri Kanaka Mahalaxmi Recording Dance Troupe (1987)، Manasu Mamatha (1990)، Chitram! بهالارى فيتشيترام!! (1991) وجامبا لاكيدي بامبا (1993). كما حصل على لقب سعادة (صاحب السعادة) وحصل على درجة الدكتوراه في الآداب (الدكتوراه الثانية) من مجموعة ICDRHRP التابعة للأمم المتحدة.  
ناريش كريشنا وليد 20 جنيوري 1965 هو ابن الممثلة فيجايا نيرمالا وهوى ابنوه من زوجها الاول كانساس مورثي.  وذكر في لقاء تلفزيوني أن والده توفي وهو صغير وأنه لا يتذكر عنه الكثير.  تزوج ناريش   أربع مرات اعتبارًا من عام 2023. وكانت زوجته الأولى ابنة معلم الرقص سرينو وأنجبا ولدًا اسمه نافين فيجايكريشنا. طلق ناريش زوجته الأولى وتزوج من ريخا سوبريا حفيدة الشاعر السينمائي الشهير ديفولابالي كريشنا شاستري . وانجب منه أيضا ابن اسمه تيجا. طلق ناريش زوجته الثانية. ثم تزوج من راميا راغوباثي التي كانت أصغر منه بـ 15 عامًا. الزوجان لديهما ولد.   في عام 2023 تزوج من الممثلة الكانادية بافيترا لوكيش .